# 뒤반지모뿔근
뒤반지모뿔근(posterior cricoarytenoid muscle) 또는 후윤상피열근(後輪狀披裂筋)은 후두에 위치한 작은 한 쌍의 자체기원근육이다. 반지연골에서 모뿔연골까지 뻗어 있다.

## 구조
뒤반지모뿔근은 반지연골 뒤쪽 정사각형 모양 판의 뒷면에서 시작하여 모뿔연골의 근육돌기에 닿는다. 안쪽힘살과 가쪽힘살은 서로 구분되어 각각 근육돌기의 반대쪽 면에 닿는다.

### 신경 분포
미주신경(10번 뇌신경)에서 갈라져 나오는 가지인 되돌이후두신경의 앞갈래가 뒤반지모뿔근에 분포한다. 가끔 안쪽힘살이나 가쪽힘살과 같은 근육의 다른 부분에는 따로 신경 가지가 갈라져 나와 분포할 수 있다. 1개에서 6개까지, 보통은 2 ~ 3개의 가지가 따로 존재한다. 이 가지들은 근육 안에서 이어질 수도 있다.

## 기능
뒤반지모뿔근은 성대를 열 수 있는 유일한 근육으로, 모뿔연골을 가쪽으로 돌려 성대를 벌린다. 이로 인해 성대문틈새가 열린다. :9 이 일련의 과정은 호흡과 말하기에 중요하다. 이 작용과 정반대의 작용을 하는 근육은 가쪽반지모뿔근이다.

## 임상적 중요성
뒤반지모뿔근은 성대를 열 수 있는 유일한 후두의 근육으로, 숨을 쉴 수 있게 한다. 따라서 근육이 마비되면 질식할 수 있다. 한편 뒤반지모뿔근에 탈신경이 일어나면 천천히 몇 달에 걸쳐 악화되는 섬유화가 발생할 수 있다.

## 추가 이미지

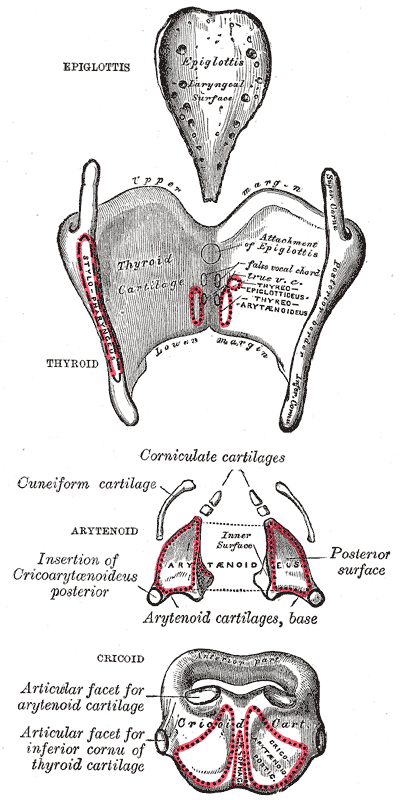
뒤에서 본 후두의 연골들
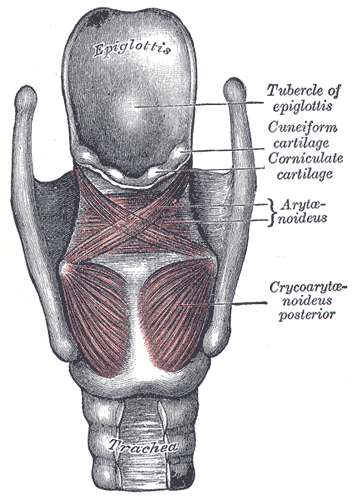
뒤에서 본 후두의 근육들
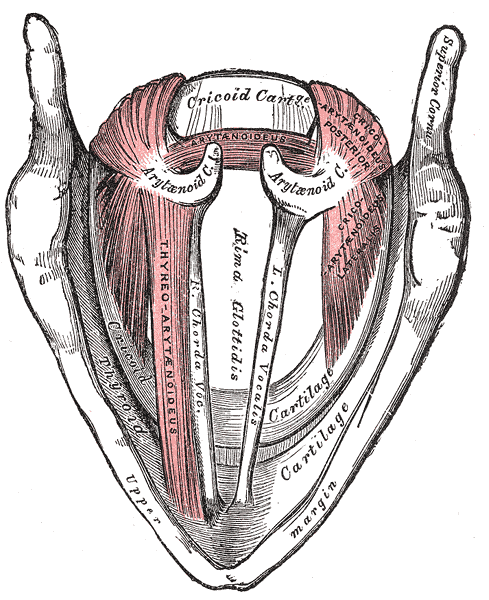
위에서 본 후두의 근육들
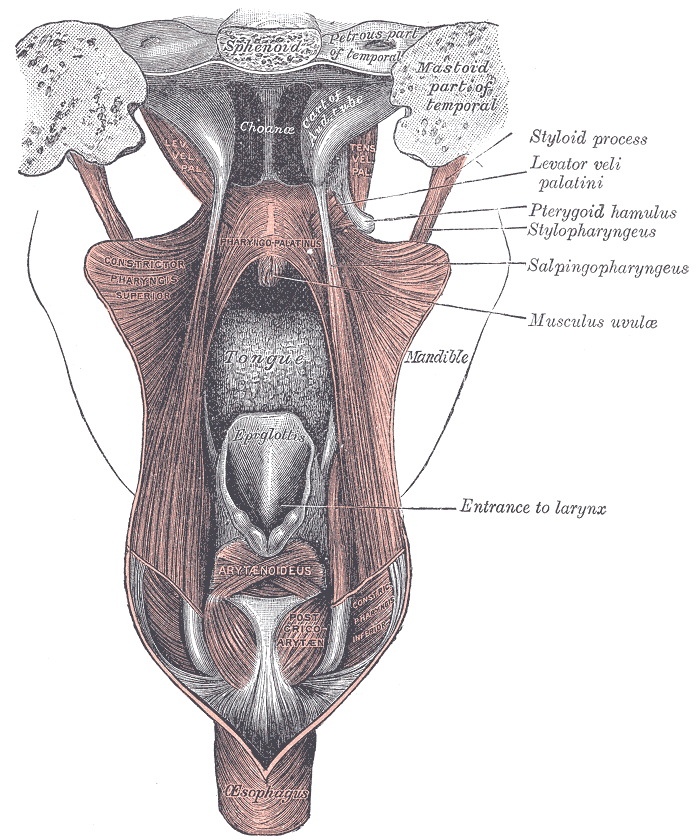
뒤에서 본 입천장 근육들의 해부
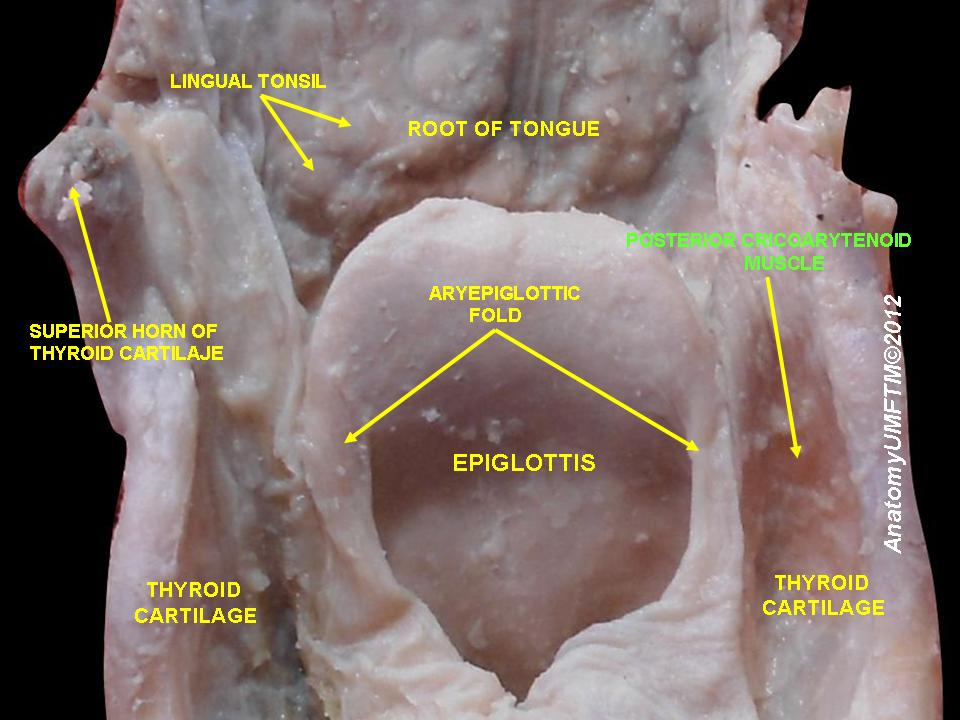
뒤반지모뿔근
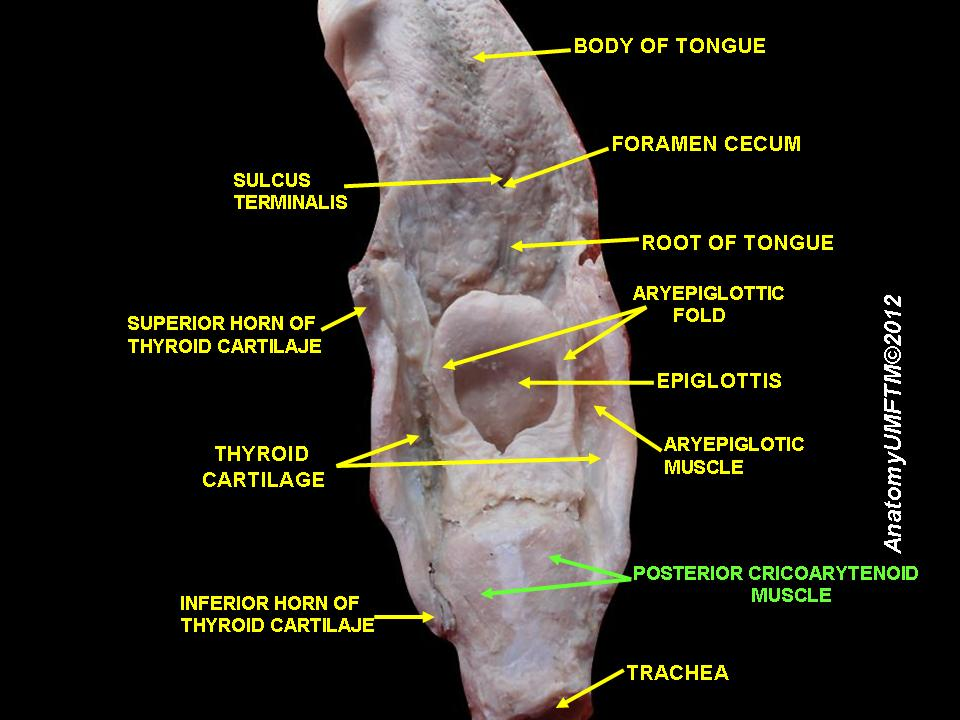
뒤반지모뿔근
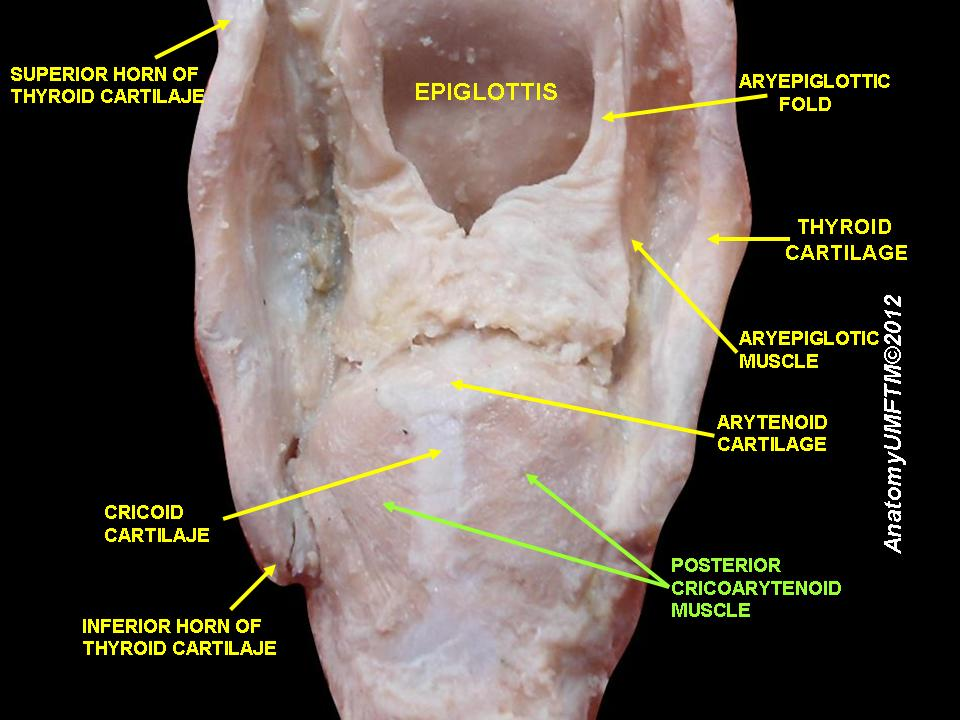
뒤반지모뿔근

## 같이 보기
- 되돌이후두신경